# Wolflight
Wolflight is een studioalbum van Steve Hackett. De titel verwijst naar het feit dat Hackett, almaar op tournee met zijn "Genesis revisited"-muziek, alleen in de vroege ochtend aan componeren van nieuwe muziek toekwam. Wolflight is een de periode van een uur voor zonsopgang. Voorts was Hackett geïnteresseerd geraakt in de wolf, van nomadisch dier tot het vormen van roedels. De muziek werd gezien als een overzicht van zijn stijlen als gitarist binnen Genesis via zijn eerste soloalbum Voyage of the acolyte tot aan de "Genesis revisted"-stijl (achteraf genoemd The Total experience). Hackett had daartoe zijn toch al uitgebreide gitaarklanken uitgebreid met de exotische tokkelinstrumenten als oed en tär. Opnamen vonden plaats in de Map geluiddstudio, behalve de partijen van Mansurov en Kovács, die werden opgenomen in Boedapest.
Na het uitbrengen van het album volgde weer een aantal optredens, waarbij ook Cultuurpodium Boerderij in Zoetermeer werd aangedaan. Bassist in de toer was Roine Stolt, gitarist van The Flower Kings etc., maar toen dus deels bassist.

## Musici
- Steve Hackett – gitaar (1-10), banjo (8), oed (5,9), tipple (7), mondharmonica (4, 8), percussie (1, 4, 7) en zang (2, 3, 4, 5, 7, 8, 10)
- Amanda Lehmann – zang (2, 3, 4, 8)
- Jo Hackett (Lehmann) – zang (4)
- Roger King – toetsinstrumenten, programmeerwerk (1-10), geluidstechnicus
- Nick Beggs – basgitaar, chapman stick (8)
- Gary O’Toole – slagwerk (1, 5, 8)
- Hugo Degenhardt – slagwerk (9,10)
- Sara Kovács – didgeridoo (2)
- Malik Mansurov – tär (2)
- Chris Squire – basgitaar (3)[1]
- Christine Townsend – viool, altviool (1, 2, 3, 4, 8)
- Rob Townsend – saxofoon (4, 8) en doedoek (5)

## Muziek
| Nr. | Titel                                              | Duur |
| --- | -------------------------------------------------- | ---- |
| 1.  | Out of the body (S. Hackett)                       | 2:29 |
| 2.  | Wolflight (S. Hackett, J. Hackett)                 | 8:00 |
| 3.  | Love song to a vampyre (S. Hackett)                | 9:17 |
| 4.  | The world’s turning (S. Hackett, J. Hackett, King) | 7:23 |
| 5.  | Corycian fire (S. Hackett, J. Hackett, King)       | 5:46 |
| 6.  | Earthshine (S. Hackett)                            | 3:20 |
| 7.  | Loving sea (S. Hackett, J. Hackett)                | 3:22 |
| 8.  | Black thunder (S. Hackett, J. Hackett)             | 7:32 |
| 9.  | Dust and dreams (S. Hackett, King)                 | 5:33 |
| 10. | Heart song (S. Hackett)                            | 2:51 |

Het album verscheen ook dubbelelpee, waarvan kant 4 bestond uit de nummers Pneuma, Midnight sun en Caress. In dat dubbelalbum werd ook een compact disc met twaalf tracks meegeleverd.
Wolflight is geïnspireerd op het wolfgedrag, Corycian fire op de Corycische grot, Black thunder op Martin Luther King, Loving sea op Maxico en Dust and dreams op bezoeken aan Marokko.

## Verkoop
Het album haalde de albumlijsten van België (Vlaamse Ultratop, een week plaats 165; Waalse Ultratop; vier weken met hoogste plaats 74), Duitsland (een week plaats 49), Frankrijk (een week plaats 128),  Italië (een week plaats 67)., Nederland (Album Top 100) (twee weken, hoogste plaats 49), het Verenigd Koninkrijk (een week plaats 31) en Zwitserland (een week plaats 63).